# Люк і кристал
Люк і кристал (англ. Luke, Crystal Gazer) — американська короткометражна кінокомедія режисера Хела Роача 1916 року.

## Сюжет
Люк приходить на спіритичний сеанс.

## У ролях
- Гарольд Ллойд — Одинокий Люк
- Снуб Поллард
- Бібі Данієлс
- Чарльз Стівенсон
- Біллі Фей
- Фред С. Ньюмейер